# 池
池（いけ、英語: pond）とは、

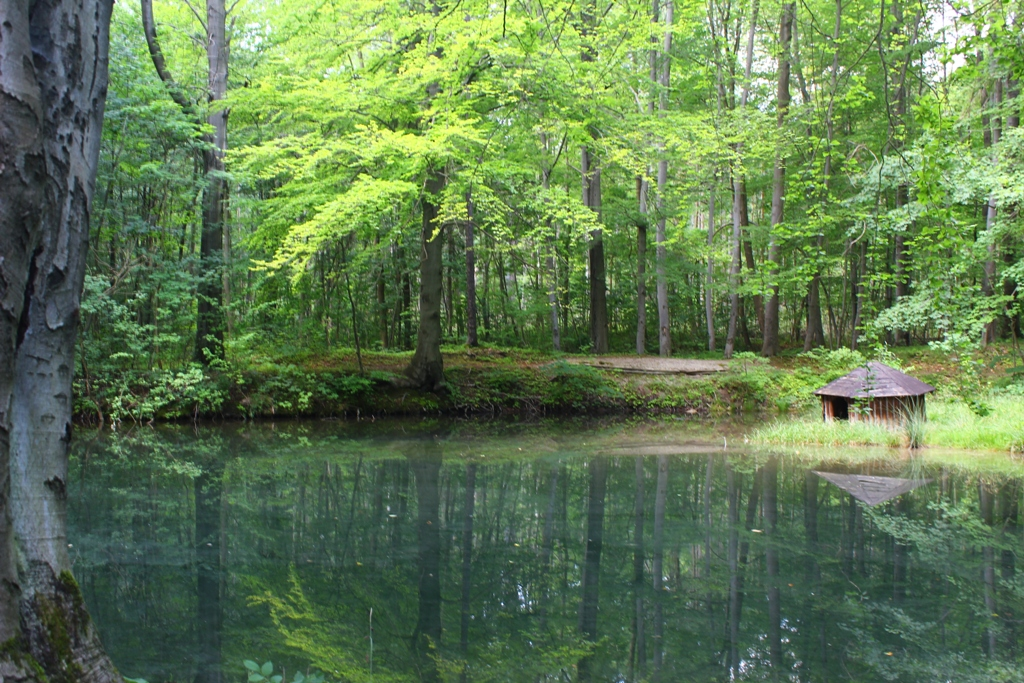
ドイツ、:de:Sollstedtの森の中の池。

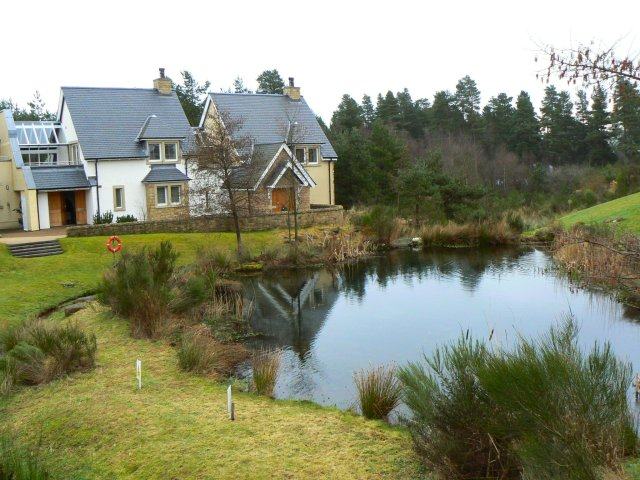
イギリスの村の池

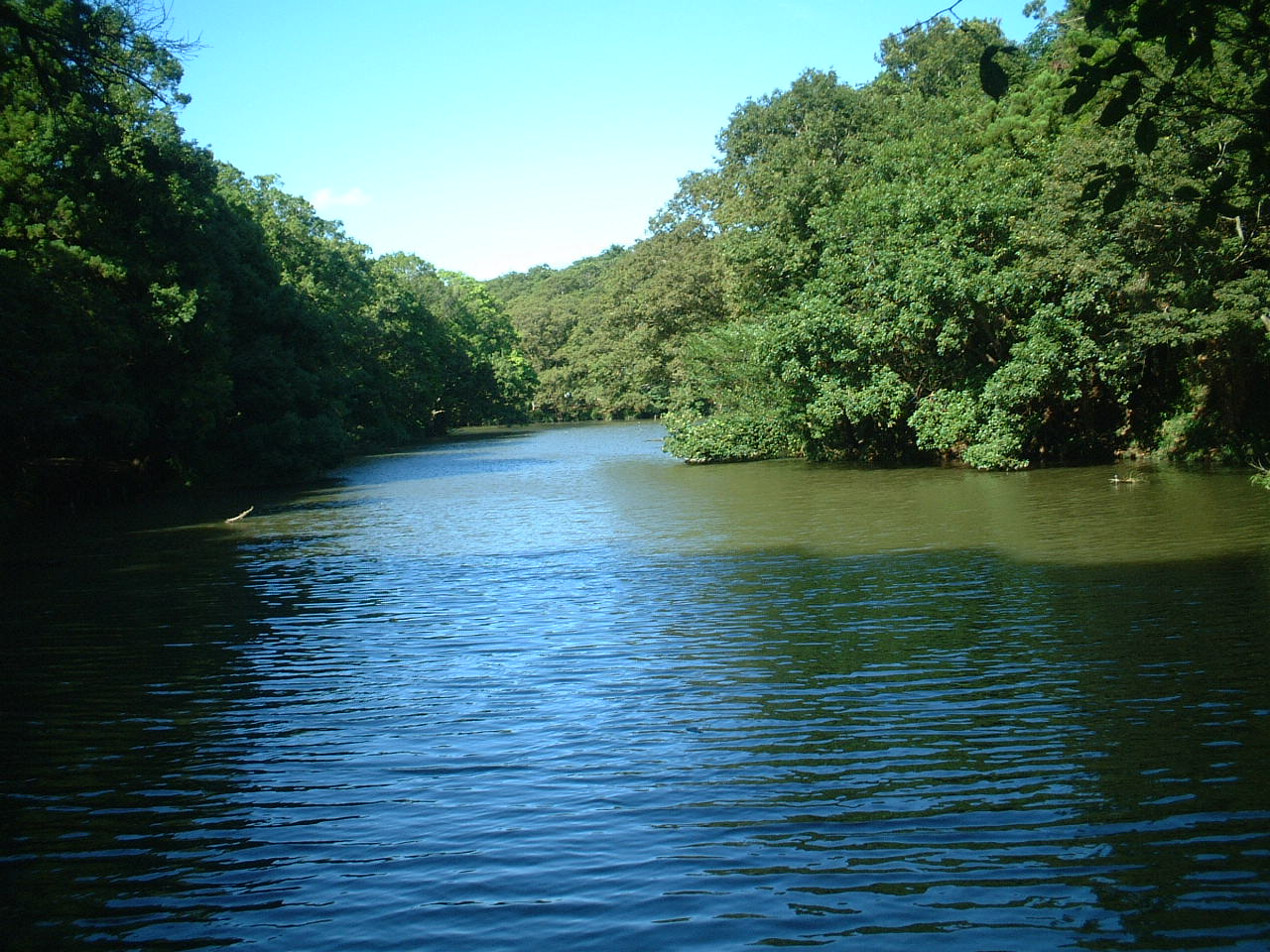
坂田ヶ池と森（日本）

- くぼ地に自然に水がたまった所[1]。通常、淡水がたまっている。通常、湖ほどには大きくないものを指す。
- 地面を掘って水をためた所[1]。庭園や公園の要素のひとつとして作られているものや、何らかの実用的な理由で水を貯めておくために作られているものなど、様々なものがある。

## 解説
池は地面がくぼんだところに水がたまったところである。
同様のものを沼（）と言うこともあるが、何らかの基準で区別している場合もあるものの、必ずしも明確な区別がある場合ばかりではないので、両者をまとめて「池沼（）」と言うこともある。
（生物学などでは）慣例的には水深が浅いもの（おおむね5メートル未満）を「池」、それ以上のものを「湖」とすることが多い。ただし、最深部まで植物が繁茂するものになると「沼」扱いされる。また、池は小さいだけに水生植物が占める割合が大きく、小動物や水生昆虫が豊富な一方で、大型魚類はあまり生息しない傾向がある。

### 貯水池、ため池

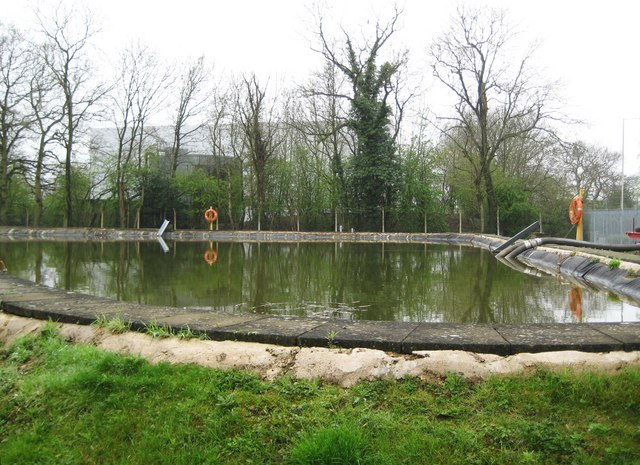
イギリスの防災用池（消火用水貯水池）

水を貯めるために作られた池を貯水池と言う。水を貯めておくために、新たに地面を掘ったり周囲に土盛りをするなどして人工的に作るものもあり、また、もともと自然のある池に手を加えるなどして作るものもある。イギリスでは火災発生時に消火用水を供給するための池が作られている。
日本では水田に安定的に水を供給する必要があるため、人工的に作られたため池が多い。ため池は定期的に水中の草刈や整備が行われており、怠ると崩壊する可能性がある。最近では灌漑設備が普及し、利用されることが少なくなり、堆積により埋まったり、廃棄物の不法投棄が行われてしまったりすることがある。

### 庭園や公園の池

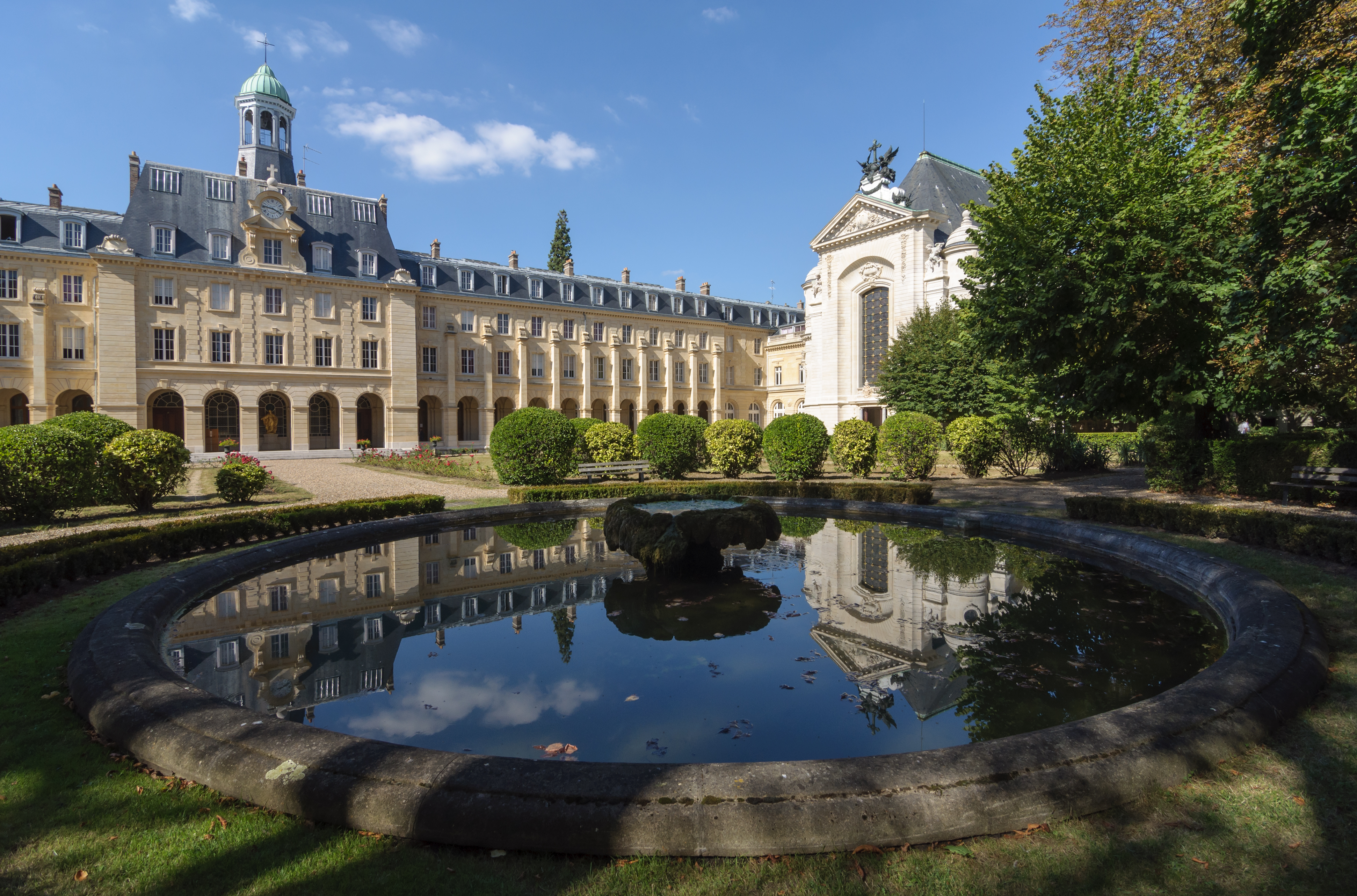
フランス、:fr:Séminaire Saint-Sulpiceの庭園の池。円形である。

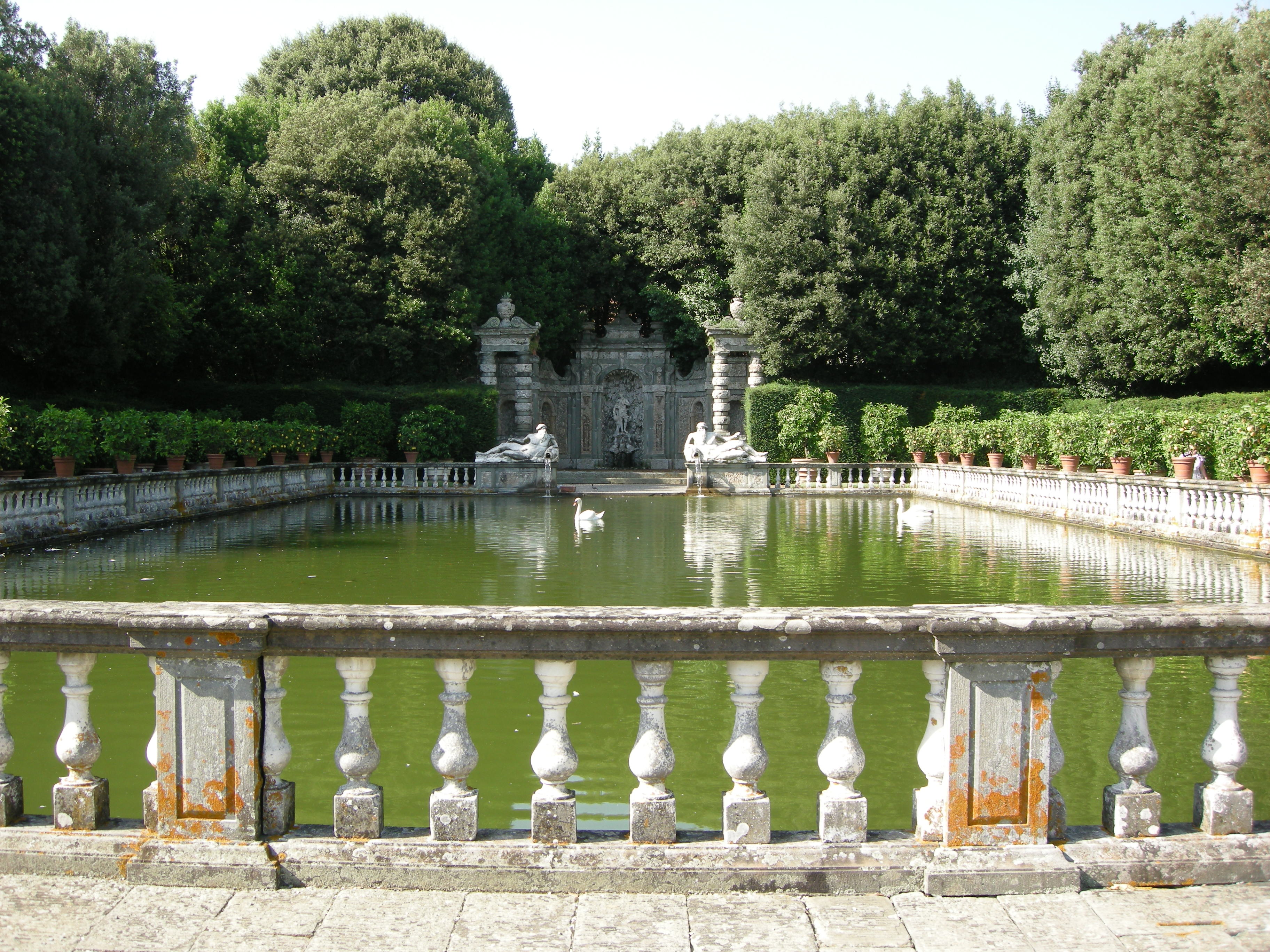
イタリアのルネサンス期の庭園の池。長方形である。

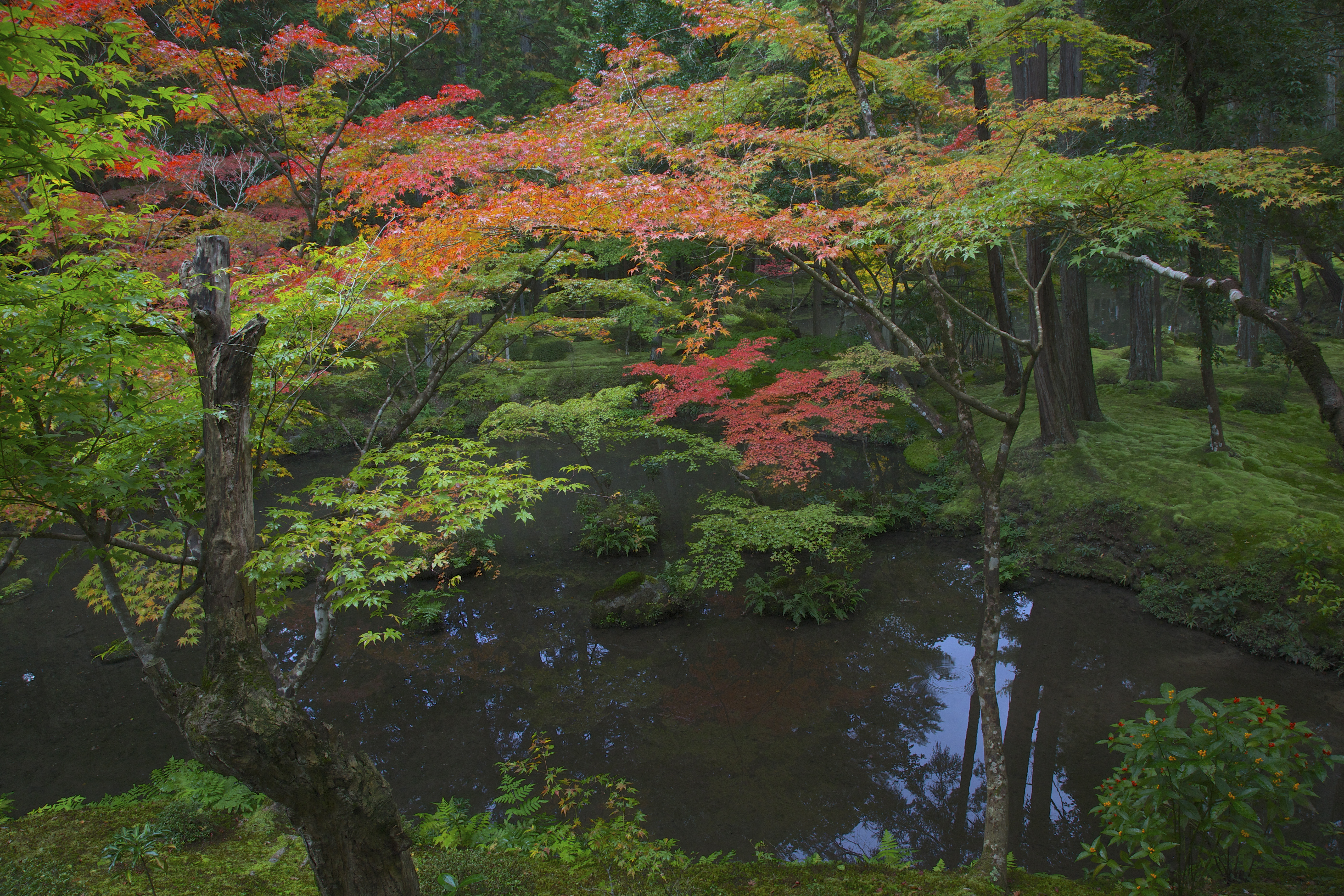
日本庭園の池の一例。

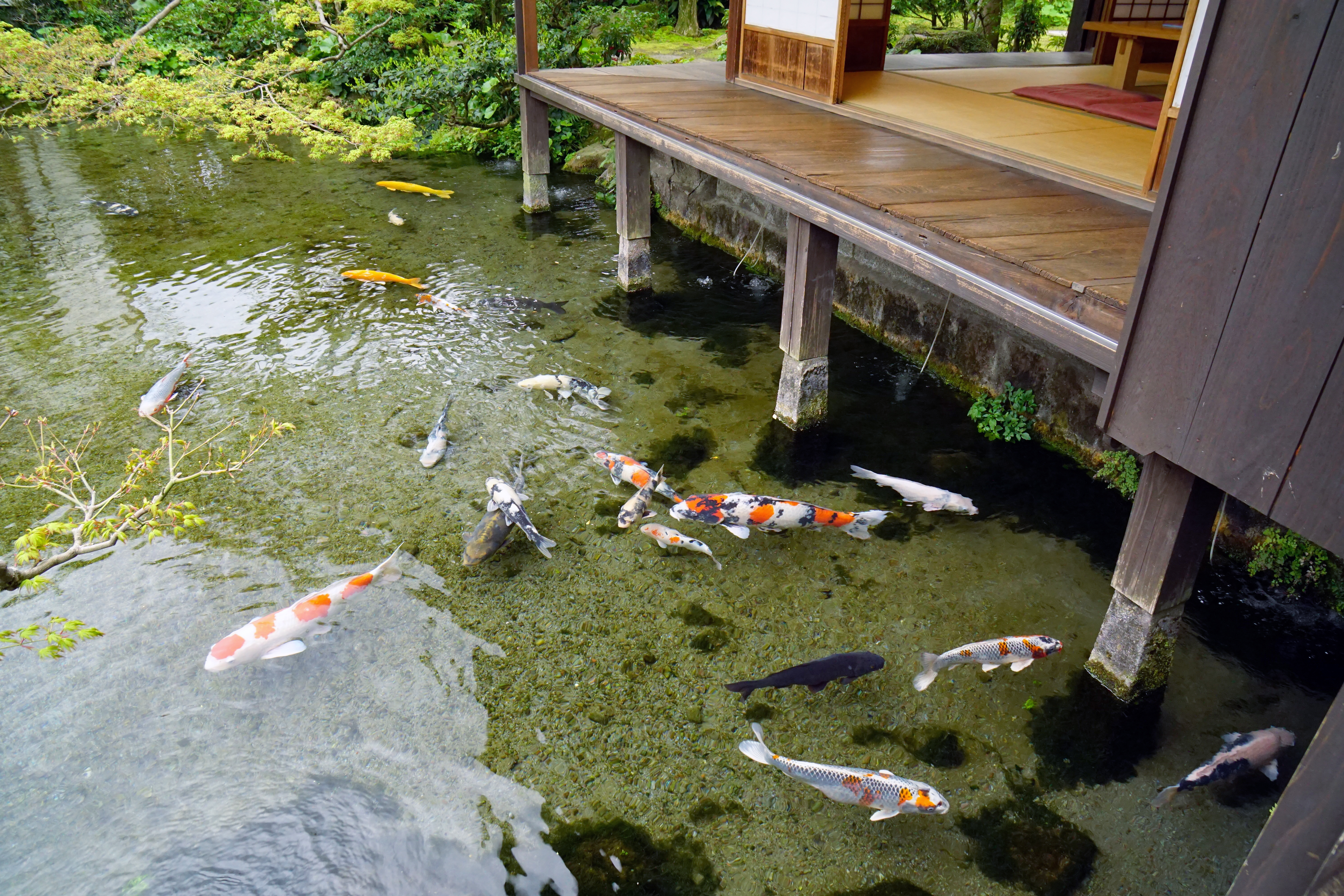
日本庭園の池の一例。この写真では、池の上まで縁側がせり出しているつくりになっており、池には色とりどりの鯉が泳がせてある。

人が地面を掘り、くぼみを作り、そこに水をためたものも池と言う。水が地下に逃げないようにする必要があるが、この種で代表的なのは庭の池で、通常は審美的な目的で野生生物の生息地を提供するため、または水泳のために、庭または風景に構築されたウォーター・フィーチャーをいう。庭の池は優れた野生生物の生息地となるため淡水野生生物の保護に貢献できうる。トンボやカブトムシなどの無脊椎動物や両生類は、新しい池にすばやく定着することができまた所有者は、庭の池が複製する小さな水域の生態を多くの独創的かつ貴重な観察を行うこともある。
ただし庭の池も問題を引き起こし、特に外来の植物が広がる経路となる場合もある。イギリスでは移入種であるクラッスラ属の一種 Crassula helmsii とオオフサモ Myriophyllum aquaticum がともに、庭の池より逸出し定着することで、淡水環境を保護する上で問題を引き起こしていることが知られる。
池は、自然のプロセスまたは人の手によって施工されるが、地面の穴の起源は池で見つかる野生生物の種類にほとんど違いをもたらさない。さらに重要なのは、池が汚染されているかきれいであるか、他の湿地にどれだけ近いか、その深さ、特に時々枯れるどうか、魚がもしいれば何匹いるかである。当然のことながら、池は、川のような他の淡水よりも、物理的および化学的条件が日によって異なり、日中も異なる。しばしばこうした自然傾向に対処するために庭の池にポンプを設置するが特により高いレベルの溶存酸素を維持するためで、これは一般的な野生生物にはおそらく必要ではないが小さな池に魚を飼う場合には不可欠とされる。汚染された栄養豊富な水道水が水源の池では、フィルターを使用して藻類の量を減らすことがなされる。
ヨーロッパの庭園の池の形は、伝統的には円（正しい円）や正方形や長方形が多い。ヨーロッパでは「シンメトリーが美しい」とする伝統、美的感覚、庭園理論（ランドスケープ理論）などがあるためである。（地面を掘り下げもするが、それに加えて）、しばしば池の周囲をブロックやレンガやコンクリートなどで囲む、ということも行う。池に噴水や泉を設置する、というのもひとつの典型的なスタイルである。
日本の庭園ではさまざまなスタイルがあるが、伝統的な日本庭園は自然を模しているので（ヨーロッパのようなシンメトリーをとらず）、その池も複雑な形になっているものが多い。しばしば池の脇に、渓谷を模した岩をいくつか配置し、（まるで水が山地や渓谷から流れ下り、やがて平地にいたるように）岩から池へと水をひいているものが多い。有名な庭園の池のなかには「心」という文字のかたち（筆で「心」を草書体で書いたかたち）にしてあるものがいくつもある。これを心字池（）と言う。これは西芳寺や桂離宮の庭などにもあり、歴史が古く由緒正しいものである。一般家庭の庭の池でも（日本庭園に詳しい人や、教養豊かな家庭では）有名庭園の心字池を模してその形に作ってある場合がある。日本の庭園の池は基本的に地面を掘り下げている場合が多い。そして池の周囲を様々な形の岩や石で囲っていることが多い。
日本の庭園の庭では鯉や金魚を飼育することも多い。水漏れを防ぐ方法のひとつは粘土だが、これは維持に手間がかかる。他にコンクリートで作る方法があり、維持に手間がかからないのがメリットであるが、作った直後はコンクリートから水酸化カルシウムがにじみ出て水がアルカリ性になるので魚を入れられず、魚を入れる前に数カ月ほど乾燥・放置し、その後に何日か水を入れ替えつづけ水のpHが落ち着くのを確認してから、ようやく魚を入れることができるようになる。
大きな池や凝った池は庭園業者や庭園職人などに作ってもらうことが一般的だが、さほどの規模でないものや簡素なものはDIYで作ることも可能である。
（昭和期あたりから）プラスチック製の小さな池（ひょうたんの形をしたいわゆる「ひょうたん池」など）も園芸店やホームセンターで販売されるようになった。質感や風情は劣りサイズもかなり小さいが、車に積んで持ち帰り、それを庭に埋めたり置くだけで即日で池ができる。

## 関連項目

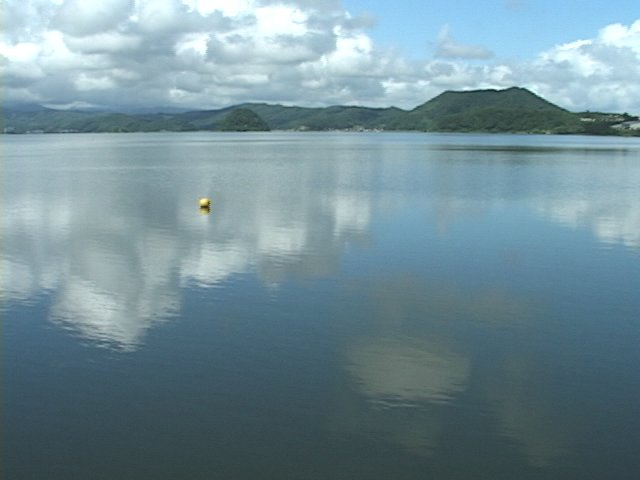
湖山池は名前に「池」がついてはいるが、とても大きいので、現代では基本的に、池ではなく湖に分類される。